# Paradox informațional al găurii negre

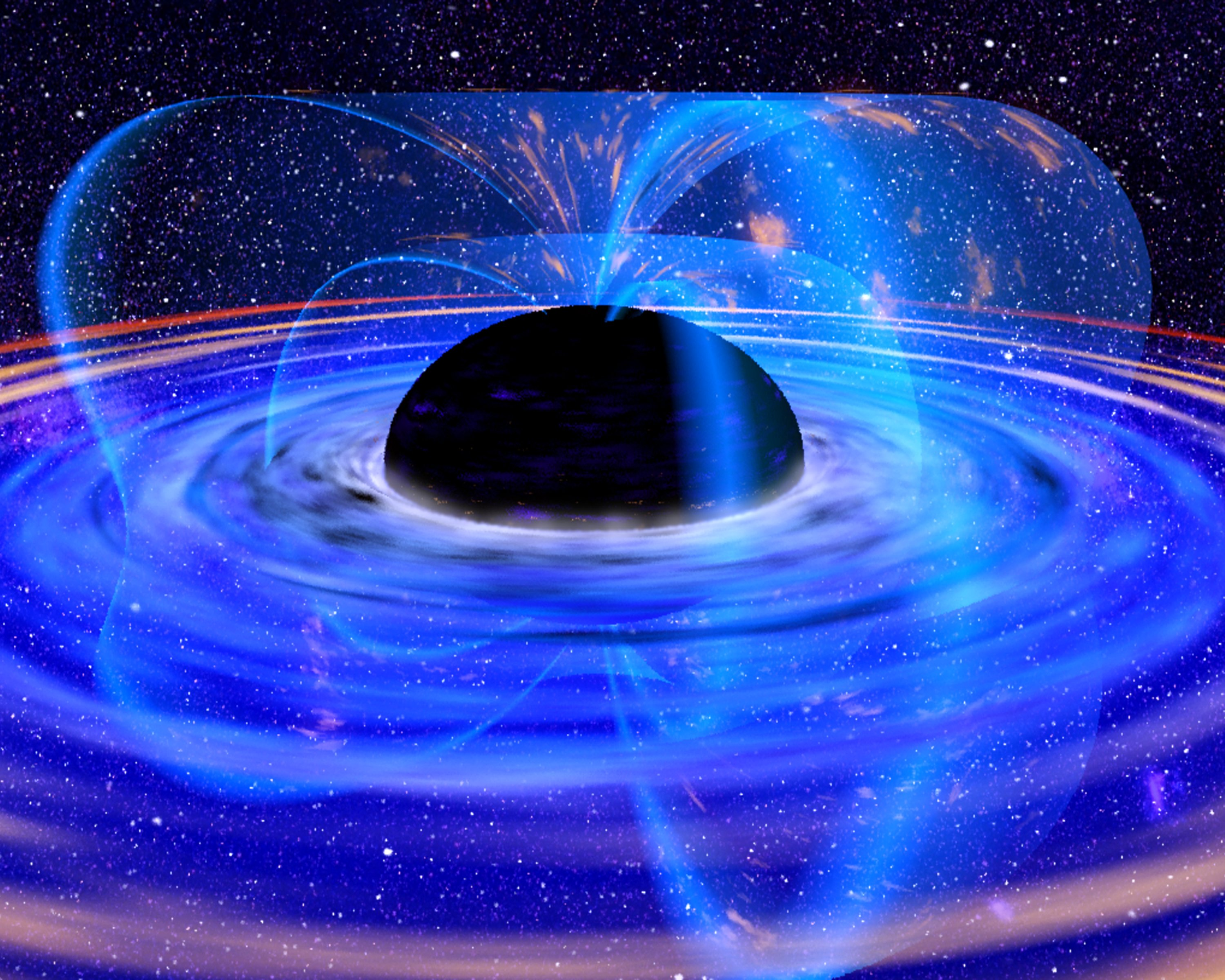
Concepție artistică a unei găuri negre (NASA)

Paradoxul informației găurii negre rezultă dintr-o combinație a mecanii cuantice cu relativitatea generală.  
În anii 1970, Stephen Hawking a demonstrat ca găurile negre nu sunt în totalitate „negre” și emit foarte lent o radiație ce ar provoca evaporarea lor treptată până la dispariție. Dacă ar dispărea o gaură neagră, atunci întreaga informație despre steaua al cărei colaps a dus la formarea găurii negre ar dispărea odată cu ea; acest concept contrazice principiul conform căruia informația nu poate fi distrusă.